# Cesarino Carpanelli
Cesarino Carpanelli (Galliera, 21 settembre 1942 – Galliera, 14 ottobre 2020) è stato un ciclista su strada italiano, professionista dal 1969 al 1970. Buon dilettante, non seppe ripetersi fra i professionisti, dove non ottenne alcuna vittoria; tuttavia conquistò il terzo posto al Giro del Piemonte 1969.

## Palmarès
- 1966 (dilettanti)

1ª tappa Österreich-Rundfahrt (Vienna > Vienna)
6ª tappa Österreich-Rundfahrt (Saalbach > Steyr)
- 1967 (dilettanti)

Coppa Cicogna
- 1968 (dilettanti)

Milano-Bologna

## Piazzamenti

### Classiche monumento
- Milano-Sanremo

1969: 105º